# Городище (Вельский район)
Городище — деревня в Вельском районе Архангельской области России. Входит в состав Пуйского сельского поселения.

## География
Деревня находится в южной части Архангельской области, в таёжной зоне, в пределах северной части Русской равнины, к западу реки Ваги, к востоку от автодороги М8, на расстоянии примерно 59 километров (по автомобильной дороге) к северо-востоку от города Вельска, административного центра района. Деревня расположена на вершине холма-возвышенности, с двух сторон ограничена крупными оврагами.
Климат
Климат характеризуется как умеренно континентальный, с прохладным и дождливым летом. Средняя температура воздуха самого холодного месяца (января) составляет −12,7 °C; самого тёплого месяца (июля) — 18 °C. Среднегодовое количество атмосферных осадков составляет 763,7 мм.
Часовой пояс
Городище, как и вся Архангельская область, находится в часовой зоне МСК (московское время). Смещение применяемого времени относительно UTC составляет +3:00.

## История
Близ деревни находится памятник археологии X—XIII вв. — Васильевское городище.
В «Списке населенных мест Российской империи», изданном в 1861 году, населённый пункт упомянут как деревня Васильевское Городище Шенкурского уезда (1-го стана), расположенная в 79 верстах от уездного города Шенкурска. В деревне насчитывалось 10 дворов и проживало 62 человека (26 мужчин и 36 женщин).
По состоянию на 1920 год, в Васильевском (Городище) имелось 17 дворов и проживало 80 человека (33 мужчины и 47 женщин). В административном отношении населённый пункт входил в состав Воскресенского общества Воскресенской волости Шенкурского уезда.
В 1989 году в деревне насчитывалась 4 жилых дома из 11. Деревня относилась к сельским животноводческо-земледельческим поселениям по характеру трудовой деятельности населения, была круглогодично обитаема. Жилая застройка датируется концом XIX - первой половиной XX веков.

## Население
| 2002 | 2010 | 2012 | 2014 |
| ---- | ---- | ---- | ---- |
| 4    | ↘3   | ↘1   | ↗2   |

Национальный состав
Согласно результатам переписи 2002 года, в национальной структуре населения русские составляли 100 %.